# Holodomor – Keserű aratás
A Holodomor – Keserű aratás (eredeti cím: Bitter Harvest) 2017-ben bemutatott kanadai film. A film igaz történet alapján készült, a sztálini diktatúra ukrajnai történéseit (a holodomort) dolgozza fel, ahol a kegyetlenségek következtében milliók haltak éhen. A filmet George Mendeluk rendezte, a főbb szerepekben pedig Samantha Barks, Max Irons és Terence Stamp látható. A filmben Sztálint Gary Oliver alakítja.
Kanadában 2017. március 3-án mutatták be, Magyarországon csak egyetlen alkalommal vetítették a mozik, 2017. június 29-én az Uránia Nemzeti Filmszínház dísztermében.

## Szereplők
| Színész            | Szerep   |
| ------------------ | -------- |
| Samantha Barks     | Natalka  |
| Max Irons          | Yuri     |
| Terence Stamp      | Ivan     |
| Gary Oliver        | Stalin   |
| Paul Hickey        | Lazar    |
| Rob Mitchell-James | Nikolai  |
| Richard Brake      | Medved   |
| Aneurin Barnard    | Mykola   |
| Barry Pepper       | Yaroslav |
| Tom Austen         | Taras    |
| Lucy Brown         | Olena    |
| Tamer Hassan       | Sergei   |

## Értékelések
| Értéklelő              | Értékelés |
| ---------------------- | --------- |
| Boston Globe           | 50/100    |
| The Guardian           | 40/100    |
| Variety                | 40/100    |
| The New York Times     | 40/100    |
| Los Angeles Times      | 40/100    |
| Arizona Republic       | 40/100    |
| Time Out London        | 40/100    |
| The Seattle Times      | 38/100    |
| The Washington Post    | 37/100    |
| The Hollywood Reporter | 30/100    |
| The Globe and Mail     | 25/100    |